# Verkhovyna
Verkhovyna (en ukrainien : Верхови́на ; appelée Жаб'є — Jabié — en ukrainien et Żabie en polonais jusqu'en 1962) est une commune urbaine de l'oblast d'Ivano-Frankivsk, en Ukraine. Sa population s'élevait à 5 815 habitants en 2021. Verkhonyna est le chef-lieu du raïon éponyme.

## Géographie
Verkhovyna est située à une altitude de 620 m, dans les Carpathes. Elle se trouve à 150 km au sud d'Ivano-Frankivsk, la capitale administrative de l'oblast et à 31 km de la gare de Vorokhta. La ville est située en Pocoutie, berceau du peuple houtsoule, sur la Tcheremoch, un affluent de rive droite du Prout. Verkhovyna est une importante station de montagne dans l'Ukraine actuelle. Le nom utilisé depuis 1962 signifie « Lieu des hautes terres ». 

### Climat
Le climat de Verkhovyna est continental humide à été tempéré (Köppen : Dfb). 
| Mois                              | jan. | fév. | mars | avril | mai  | juin | jui. | août | sep. | oct. | nov. | déc. | année |
| --------------------------------- | ---- | ---- | ---- | ----- | ---- | ---- | ---- | ---- | ---- | ---- | ---- | ---- | ----- |
| Température minimale moyenne (°C) | −8,7 | −6,7 | −3   | 2,2   | 7    | 10,2 | 11,6 | 11,1 | 7,5  | 2,6  | −1,1 | −5,3 |       |
| Température moyenne (°C)          | −5,1 | −3,2 | 1,3  | 7,4   | 12,5 | 15,5 | 16,9 | 16,6 | 12,9 | 7,6  | 2,2  | −2,4 | 6,9   |
| Température maximale moyenne (°C) | −1,4 | 0,4  | 5,6  | 12,6  | 18   | 20,9 | 22,3 | 22,1 | 18,3 | 12,7 | 5,6  | 0,6  |       |
| Précipitations (mm)               | 38   | 36   | 38   | 60    | 88   | 109  | 104  | 81   | 54   | 41   | 42   | 46   | 737   |

## Histoire
La première mention de Jabié remonte à l'année 1424. En 1772, le premier partage de la Pologne fait passer la ville sous la souveraineté de l'empire d'Autriche. Lors de la partition de ce dernier en 1867, elle reste autrichienne, mais après l'effondrement de l'Autriche-Hongrie à l'issue de la Première Guerre mondiale, elle devient polonaise sous le nom de Żabie. De 1918 à 1939, la ville fait partie du powiat de Kossiv, dans la voïvodie de Stanisławów. C'est alors l'une des principales stations d'altitude de la Pologne et la plus grande commune rurale du pays en superficie.
Le 17 septembre 1939, après la signature du Pacte germano-soviétique, la région est occupée par l'Union soviétique, qui l'annexe ensuite au sein de la république socialiste soviétique d'Ukraine. À la suite de l'opération Barbarossa, Jabié est occupée par l'Allemagne nazie jusqu'à l'arrivée de l'Armée rouge en 1944. En 1962, la ville accède au statut de commune urbaine et prend alors le nom de Verkhovyna. Elle fait partie de l'Ukraine indépendante depuis 1991.

## Population
Recensements (*) ou estimations de la population :
| 1959* | 1970* | 1979* | 1989* | 2001* | 2009  | 2010  | 2011  |
| ----- | ----- | ----- | ----- | ----- | ----- | ----- | ----- |
| 5 810 | 5 176 | 5 757 | 6 343 | 5 494 | 5 527 | 5 565 | 5 614 |

| 2012  | 2013  | 2014  | 2015  | 2016  | 2017  | 2018  | 2019  |
| ----- | ----- | ----- | ----- | ----- | ----- | ----- | ----- |
| 5 661 | 5 723 | 5 765 | 5 812 | 5 857 | 5 874 | 5 847 | 5 829 |

| 2021  | - | - | - | - | - | - | - |
| ----- | - | - | - | - | - | - | - |
| 5 815 | - | - | - | - | - | - | - |

## Tourisme
Verkhovyna possède une intéressante église orthodoxe, trois musées consacrés à la culture houtsoule et un cimetière polonais avec un monument rendant hommage aux gardes-frontières morts en défendant la frontière en 1939. 
La station d'altitude offre de nombreuses distractions aux visiteurs : pêche, escalade, rafting, randonnées…

## Personnalités liées à la ville
- Lubomir Levitsky (Любомир Левицький), (né le 17 septembre 1980), metteur en scène et réalisateur ukrainien.
- Volodymyr Boshchuk (Володимир Миколайович Бощук) (né le 3 août 1982), sauteur à ski ukrainien.

## Jumelages
- Vișeu de Sus (Roumanie)